# Sebastian Steblecki
Sebastian Steblecki (* 16. ledna 1992, Krakov, Polsko) je polský fotbalový záložník a mládežnický reprezentant, v současnosti hraje v klubu GKS Tychy.

## Klubová kariéra
Steblecki začínal s fotbalem v klubu Armatura Kraków. V mládežnickém věku přešel do většího klubu z Krakova Cracovia. V létě 2014 přestoupil do Nizozemska do prvoligového týmu SC Cambuur, kde podepsal dvouletou smlouvu s opcí.

## Reprezentační kariéra
Steblecki reprezentoval Polsko v mládežnické kategorii U21.